# أليساندرو فابري
أليساندرو فابري (بالإنجليزية: Alessandro Fabbri)‏ هو ضابط بحري أمريكي، ولد في 26 مايو 1877 في مانهاتن في الولايات المتحدة، وتوفي بنفس المكان في 6 فبراير 1922 بسبب ذات الرئة.